# باشگاه فوتبال دسبورو تاون
باشگاه فوتبال دسبورو تاون (به انگلیسی: Desborough Town Football Club) یک باشگاه فوتبال در شهر دسبورو، کشور انگلستان است که در سال ۱۸۹۶ میلادی تأسیس شده‌است.